# Ferrari F430
La Ferrari F430 è una berlinetta sportiva prodotta dalla casa automobilistica italiana Ferrari dal 2004 al 2009; ha sostituito in catalogo la 360 Modena e a sua volta è stata sostituita dalla Ferrari 458 Italia.

## Il contesto
Presentata ufficialmente durante il Motor Show di Parigi nel settembre 2004, la F430 segna un importante sviluppo della nuova generazione di modelli, iniziata con la 360 Modena, e che inaugura anche l'introduzione della nuova generazione di motori V8 realizzati in collaborazione con Maserati e che sostituiranno lo storico motore Dino giunto all'apice del suo sviluppo con la 360 Modena prima del suo pensionamento.
La F430 porta con sé uno sviluppo nell'uso dell'alluminio, già fortemente iniziato con la 360 Modena che rappresenta, come già detto, la primogenita di quelli che saranno i nuovi modelli realizzati con una filosofia stilistica e meccanica tutta nuova e di cui la F430 ne rappresenta una importante implementazione. L'auto offre infatti molte innovazioni significative che derivano dall'esperienza accumulata in Formula 1. La F430 è infatti stata la prima auto al mondo a montare l'E-Diff, un differenziale elettronico e il cosiddetto "manettino" derivato dalla F1, che permette di controllare le dinamiche del veicolo.
La F430 adotta scelte tecniche che hanno l'obiettivo di rendere la vettura più versatile e meno onerosa: l'abbandono della distribuzione a cinghia a favore di quella a catena, il controllo della trazione, l'E-diff e il controllo della stabilità sono tra queste. L'obiettivo di Ferrari è quello di uscire dal circolo del puro collezionismo, per produrre vetture in grado di essere usate tutti i giorni
La doppia presa d'aria anteriore di forma ovoidale era simile a quella della 156 F1, quest'ultima soprannominata bocca di squalo. La produzione di questo modello è terminata nel 2009.

## Meccanica

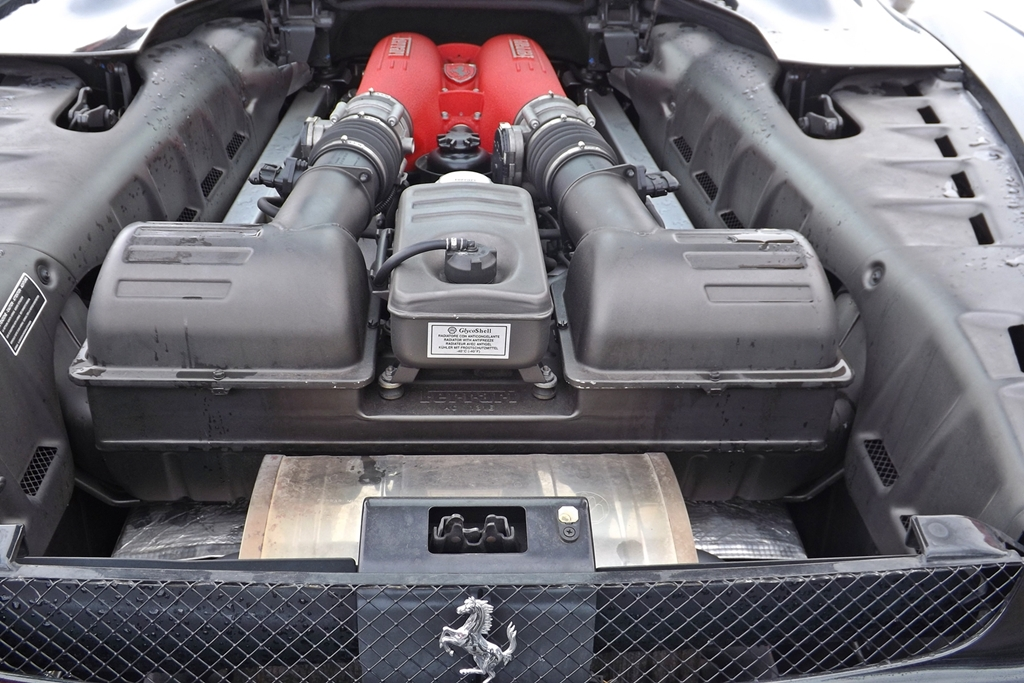
Motore di una F430

Il motore della F430, modello F136E è un V8 di 90° con monoblocco e testate realizzate in lega di alluminio. Rispetto all'unità montata sulla Ferrari 360, esso presenta varie differenze a livello di componentistica. Innanzitutto ha subito un incremento di cilindrata, passando da 3586 cm³ a 4308 cc; nonostante ciò, il peso dello stesso è aumentato di soli 4 kg, mentre le performance sono notevolmente migliorate, con un aumento del 25% della coppia, che arriva a 465 Nm a 5250 giri/min, ed un aumento del 23% della potenza, che tocca i 490 CV a 8500 giri/min. In linea con le ultime scelte tecniche, la F430 ha una distribuzione a 4 valvole per cilindro con doppio albero a camme in testa per bancata.
Il miglioramento delle prestazioni, la riduzione del peso e delle dimensioni della vettura sono tutti affinamenti da attribuire anche al lavoro svolto dalla sezione sportiva della casa di Maranello. La velocità massima dichiarata dalla casa, è di oltre 315 km/h per la berlinetta e di oltre 310 km/h per la spider, mentre l'accelerazione da 0 a 100 km/h viene effettuata in 4,00 secondi per la berlinetta e 4,10 secondi per la spider, tempi ulteriormente abbassabili mediante l'attivazione della funzione Launch Control di derivazione F1, presente solo sulle versioni commercializzate in Europa.
Una delle caratteristiche tecniche presenti sulla F430 è l'E-Diff, cioè differenziale elettronico. Questa soluzione è stata usata per molti anni in F1. In pista, l'E-Diff garantisce la presa massima in uscita dalle curve. Questo sistema è disponibile sia nella versione F1, sia nel modello manuale.
La coppia è distribuita continuativamente alle ruote grazie ad una frizione a doppio disco, controllata da un sistema idraulico. La quantità di coppia realmente trasmessa alle ruote dipende da alcuni parametri di guida (inclinazione del pedale dell'acceleratore, angolo di sterzata, velocità di rotazione della singola ruota) e porta vantaggi considerevoli in termini di prestazioni, stabilità, sicurezza attiva e risposta. Gli aiuti elettronici forniti dal differenziale riducono i tempi sul giro, sul circuito di Fiorano, di circa tre secondi rispetto alla 360 Modena. Una nuova intelaiatura della trasmissione in alluminio ospita la scatola del cambio insieme col differenziale elettronico, così come il serbatoio dell'olio. Il cambio è a 6 rapporti e l'ultima marcia è stata allungata per permettere un miglior utilizzo della potenza e della coppia del nuovo motore. La Ferrari F430 è disponibile sia con il cambio manuale classico, sia col cambio F1, con le leve dietro il volante, che la Ferrari ha continuamente sviluppato e raffinato da qualche anno a questa parte. Cambiare marcia richiede appena 100 millisecondi.

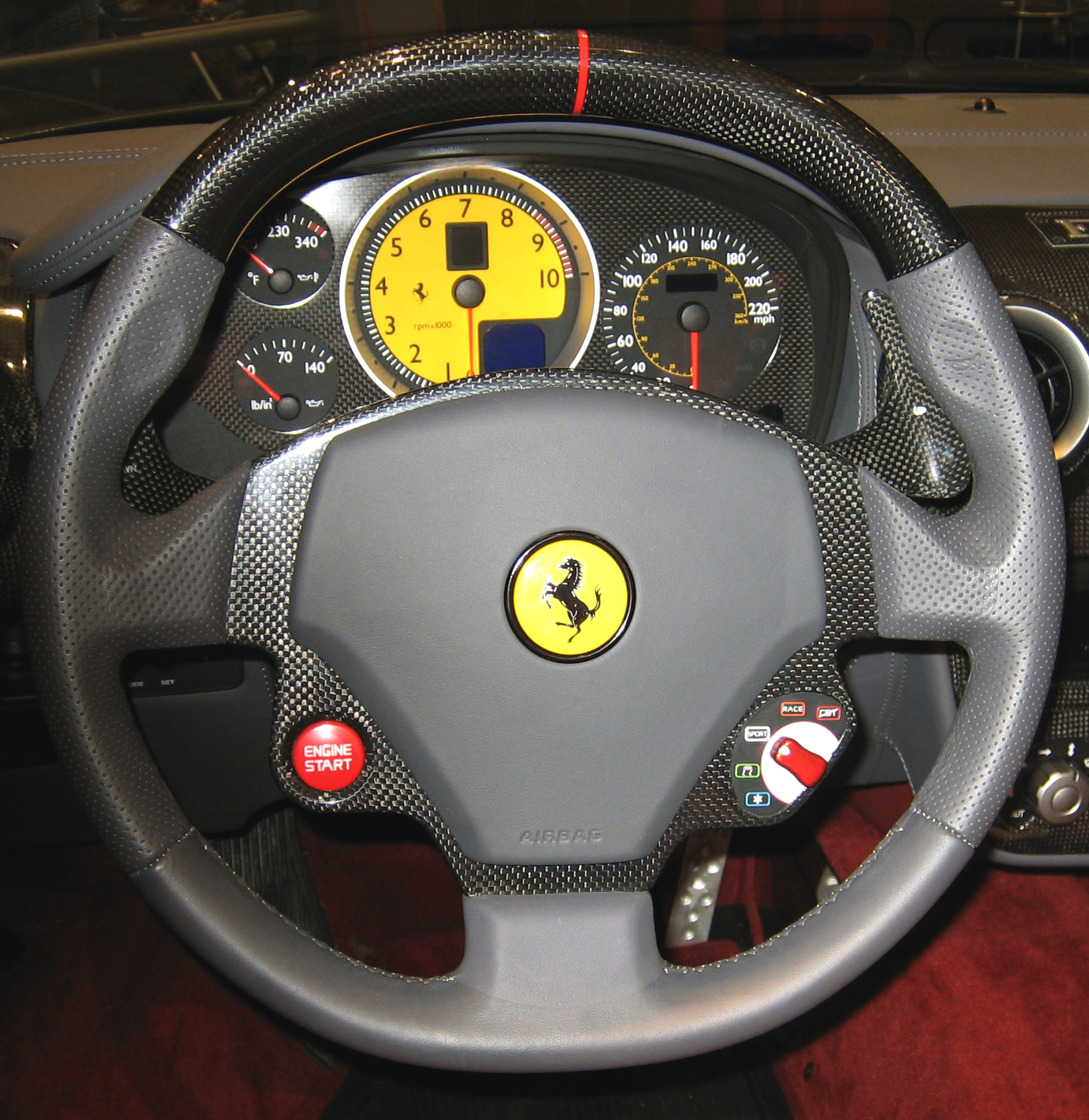
Il manettino della Ferrari F430

Come nella Formula 1, il guidatore della F430 può cambiare la messa a punto della sua automobile per mezzo del selettore posizionato sul volante. Il manettino è un commutatore rotante che è stato adottato direttamente dalle corse. Questo interruttore controlla celermente le regolazioni delle sospensioni, la stabilità ed il controllo della trazione, l'E-Diff e la velocità di innesto delle marce (col cambio F1), e ovviamente coordina al meglio il funzionamento di tutte queste funzioni. Il manettino permette di cambiare le regolazioni per soddisfare le preferenze personali del guidatore, a seconda dello stato del fondo stradale e dell'aderenza offerta dall'asfalto. Le regolazioni a disposizione del guidatore sono 5, ovvero: Ghiaccio, Pioggia, Sport, Race & CST OFF. A seconda della regolazione scelta, il controllo della stabilità ed il controllo della trazione saranno attivati o disattivati.
Le sospensioni della F430 sono del tipo a triangoli sovrapposti sia all'anteriore che al posteriore e per la prima volta su una Ferrari dotata di V8 sono regolabili per fornire un equilibrio fra sportività e comodità. Lavorando in stretta collaborazione con Brembo, gli assistenti tecnici del Ferrari hanno sviluppato dei dischi con una lega che include l'uso del molibdeno per migliorare la dissipazione di energia e calore. Questa nuova lega fornisce prestazioni di frenata significativamente migliori senza aumentare peso e dimensioni. Un'efficace alternativa è costituita dall'impianto frenante con dischi in materiale carboceramico che fornisce un rendimento ancora superiore con, in più, una significativa riduzione di peso.
Nel 2008 la F430 subisce un’evoluzione con numerosi miglioramenti riguardanti cambio e motore, oltre all’adozione di serie dell’impianto frenante carboceramico, a richiesta fino a quel momento.

## Estetica

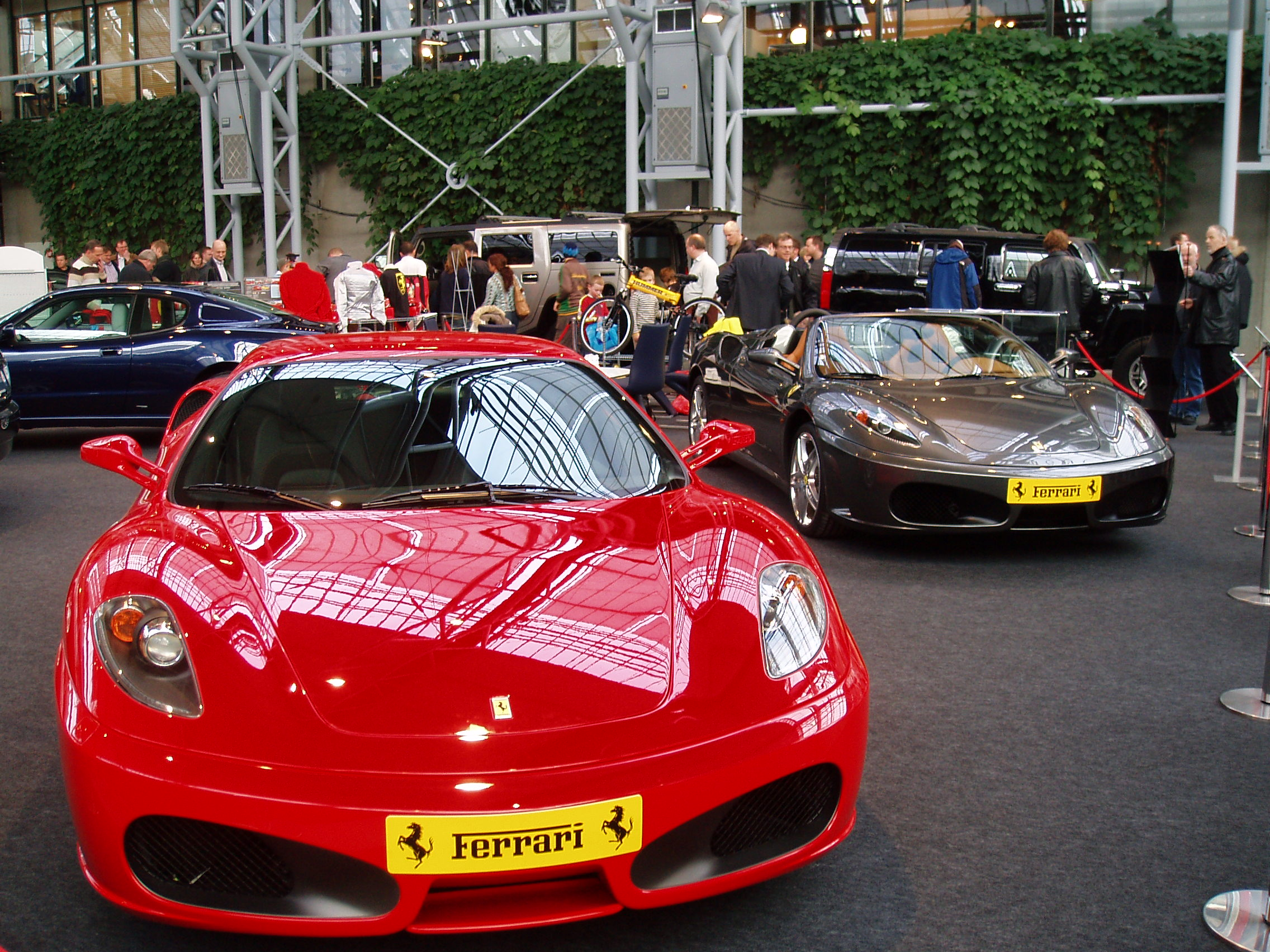
Ferrari F430 in versione coupé e spider

L'aerodinamica della F430 ha determinato un miglioramento del 50% rispetto alla 360 Modena, conferendo stabilità alle alte velocità. A 200 km/ora, il carico verticale è di 45 chilogrammi maggiore rispetto alla 360 Modena, e diventa di 85 chilogrammi a 300 km/ora. Questo risultato eccellente è stato in parte realizzato includendo un nuovo spoiler nella parte inferiore del paraurti anteriore.
La parte posteriore si fa notare per l'estrattore, che fa aumentare la velocità dell'aria che passa sotto l'auto. Questo passaggio d'aria genera una depressione che schiaccia l'auto al suolo. Le due prese d'aria per il motore sono posizionate vicino alla ruota in una zona dove passa un grande flusso d'aria, garantendo così un maggior volume di aria al motore.
Il design dell'auto è stato realizzata da Pininfarina. Tutte le caratteristiche del progetto danno risalto allo stile aggressivo dell'automobile e rispondono a requisiti funzionali precisi per quanto riguarda i flussi di raffreddamento del motore e le proprietà aerodinamiche. La carrozzeria è contraddistinta da due prese di aria ellittiche che alimentano i grandi radiatori richiesti per dissipare il calore del motore. L'ispirazione per la figura è stata presa dalle vetture da corsa della Ferrari, campioni del mondo F1 quell'anno.

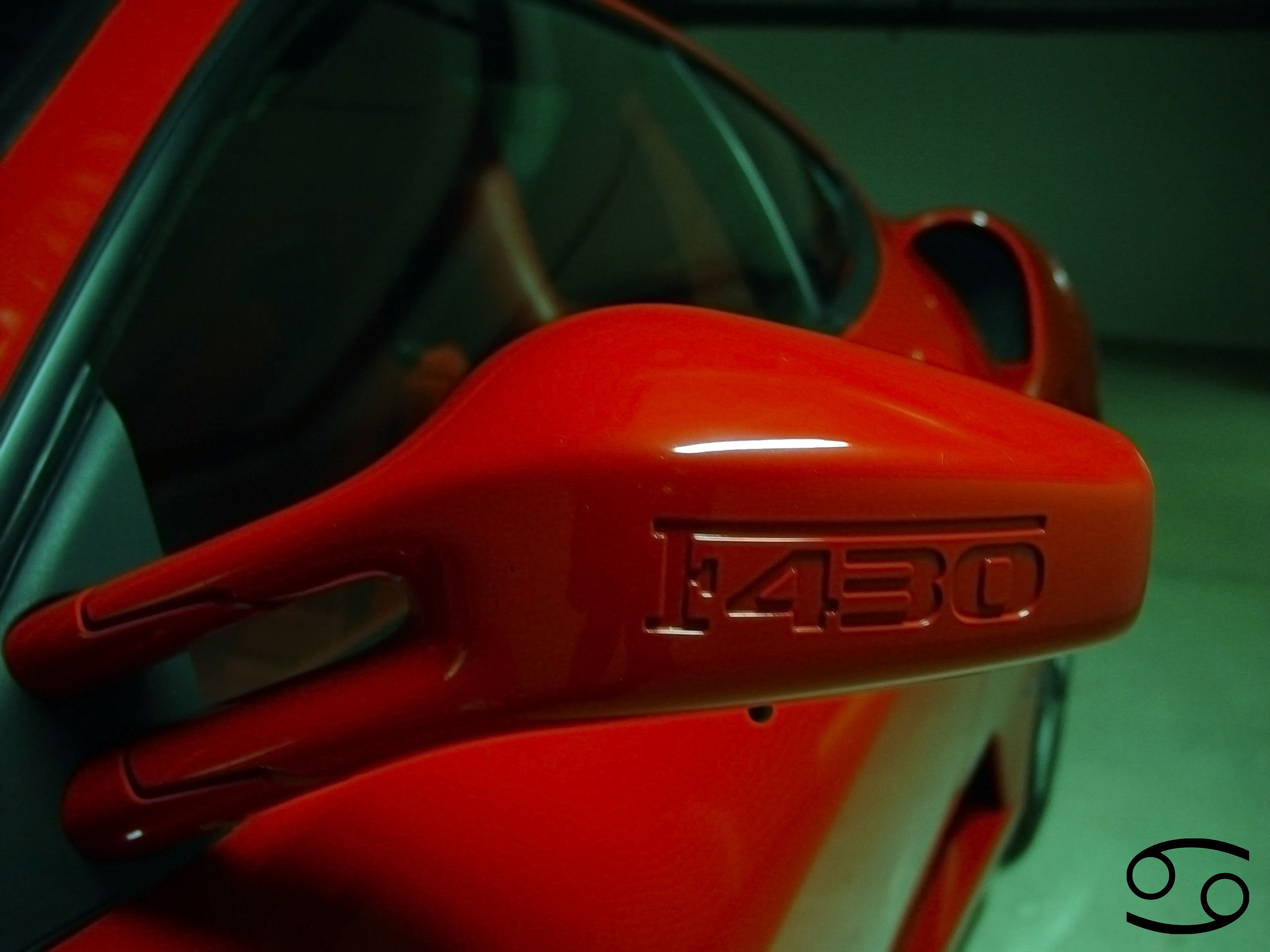
Dettaglio della calotta dello specchietto retrovisore di una F430

I fari anteriori si estendono longitudinalmente e sono estremamente compatti grazie all'uso del bi-xeno.
I fari posteriori posti vicino allo spoiler, e che fuoriescono dalla coda, rendono l'automobile immediatamente riconoscibile anche quando si guida di notte.
Davanti alle ruote anteriori, gli scarichi dell'aria dirigono il flusso d'aria dal radiatore lungo i lati dell'auto. La sezione posteriore ripropone le caratteristiche che hanno dato alla Enzo una personalità così grande: i fari che fuoriescono dalla carrozzeria e l'estrattore rendono quest'auto riconoscibile a prima vista. Uno scarico per l'aria è stato posto nella parte posteriore per migliorare il raffreddamento nello scompartimento del motore.
Ogni sforzo inoltre è stato fatto per progettare i singoli componenti che danno risalto all'unicità ed alle prestazioni dell'automobile: le ruote sono una combinazione del classico design Ferrari e delle prestazioni eccezionali in termini di rigidità e peso leggero. Gli specchietti, con l'indicazione del modello dal lato del conducente, sono sostenuti da un doppio braccio così come lo erano sulla Testarossa negli anni ottanta. Inoltre i terminali di scarico hanno un design high-tech che li rende molto aggressivi.

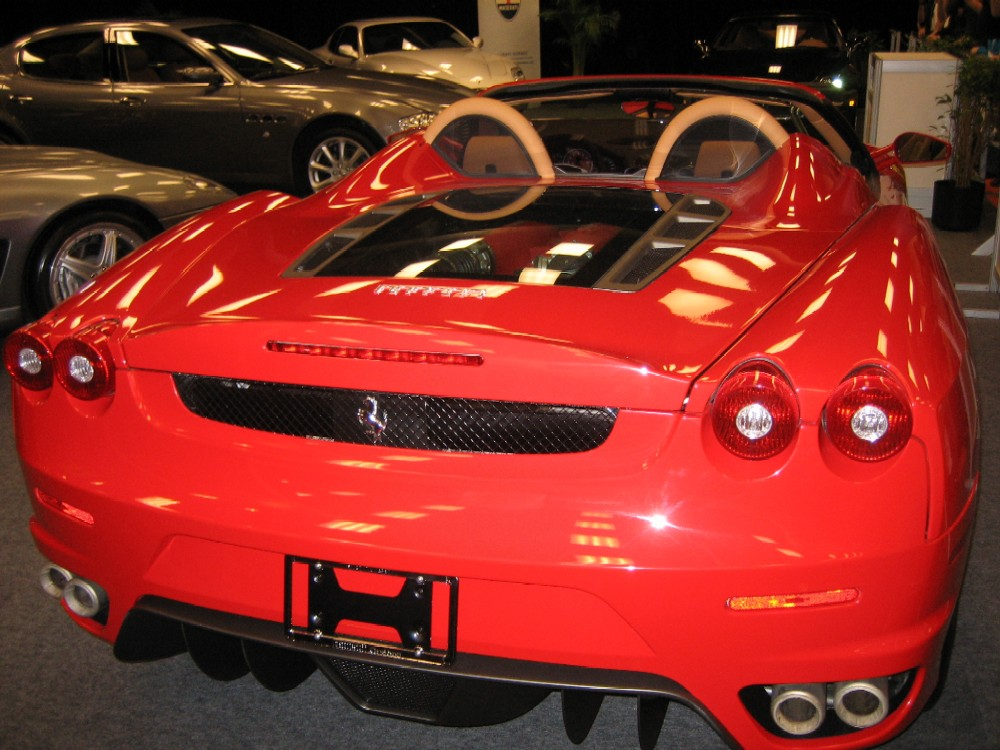
Posteriore di una F430 Spider

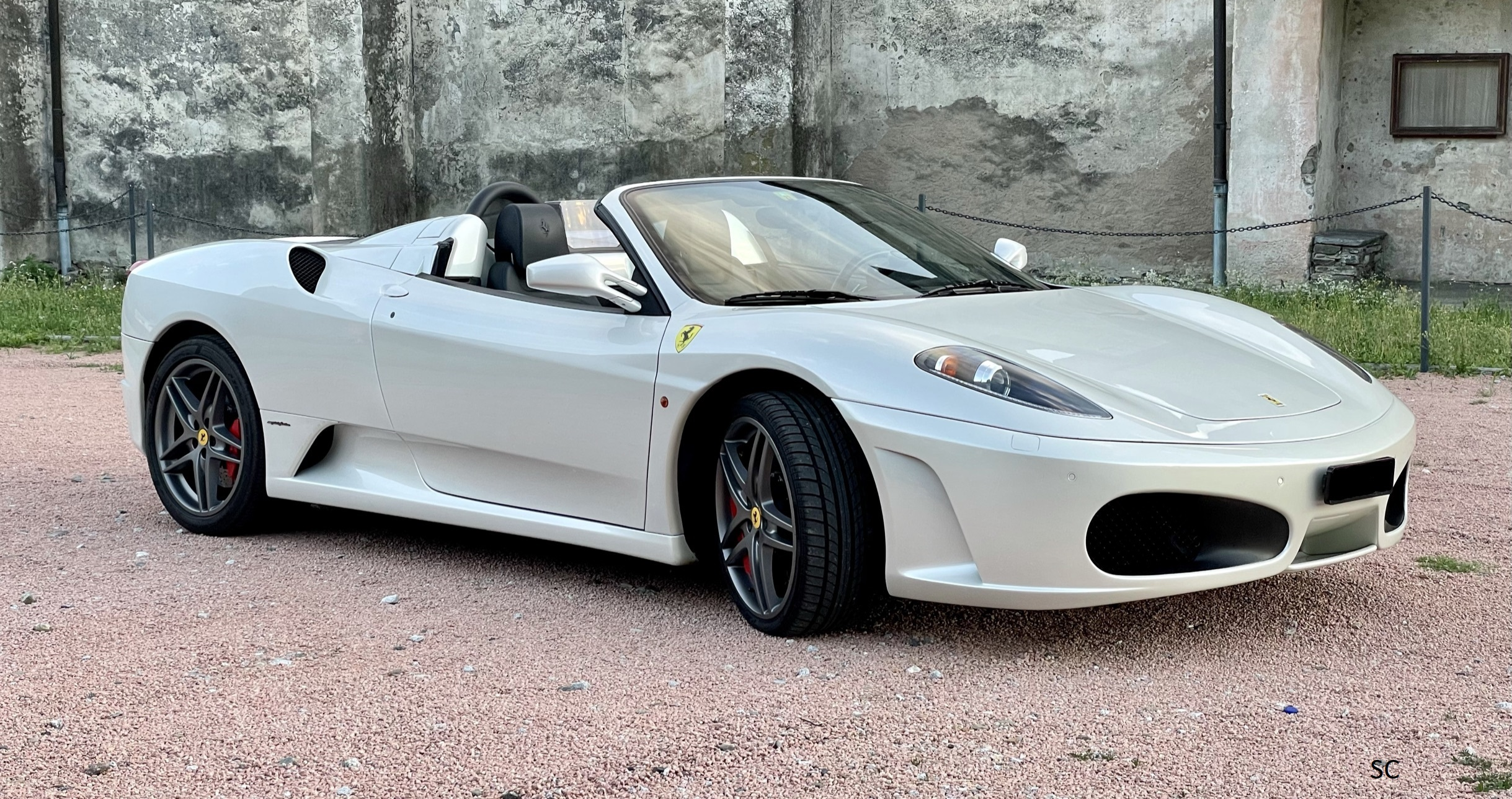
Frontale di 3/4 di una Ferrari F430 Spider (Bianco Fuji)

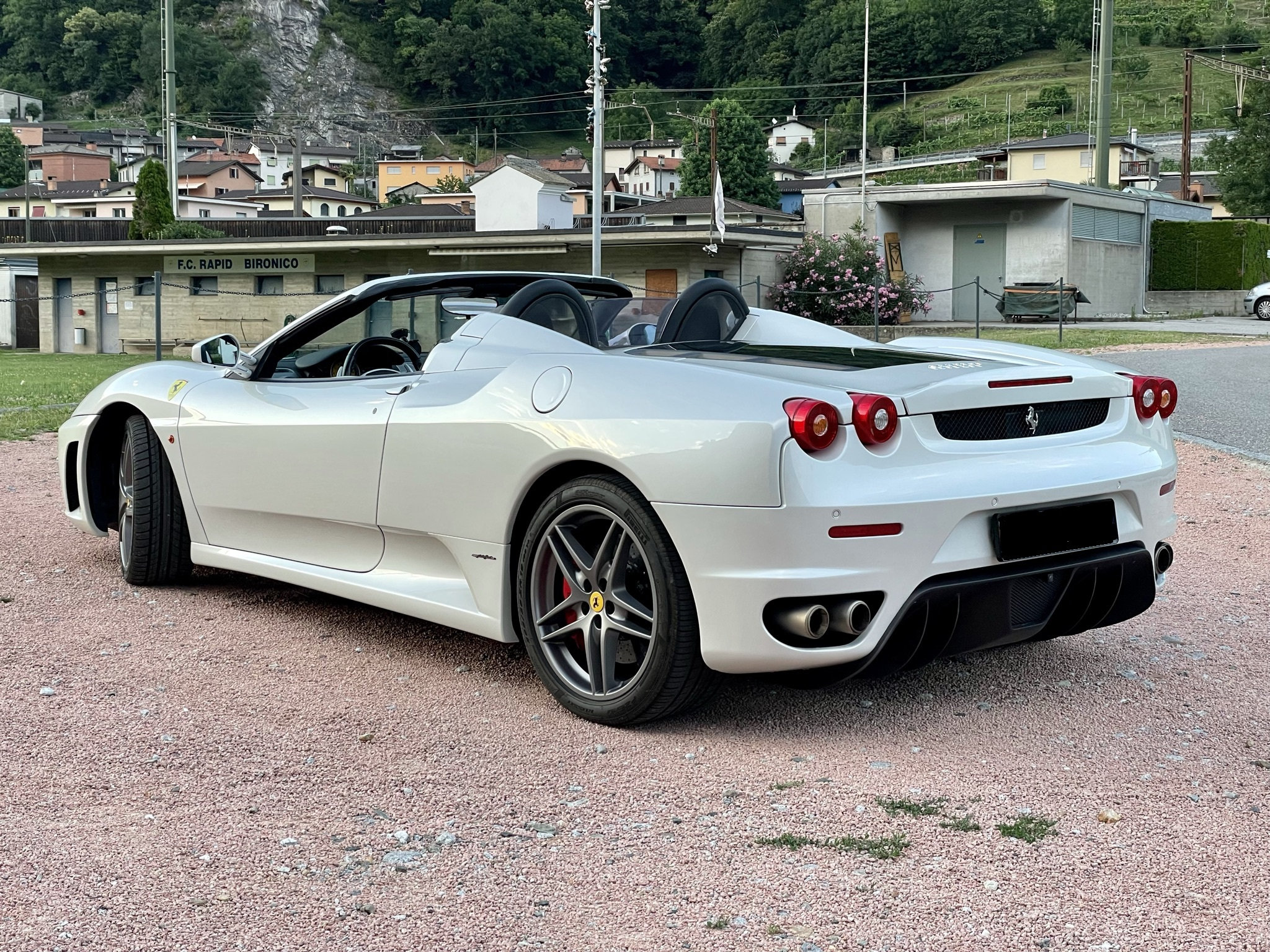
Posteriore di 3/4 di una Ferrari F430 Spider (Bianco Fuji)

Gli interni della F430 sono in controtendenza rispetto alla moda di creare interni ricchi a scapito del peso. Così la F430 adotta la filosofia usata sulla Enzo, che ha puntato sulla funzionalità e sull'uso dei materiali ad alta tecnologia. L'abitacolo, quindi, risulta essere minimalista e corsaiolo ma contemporaneamente lussuoso e raffinato. Gli alloggi delle bocchette dell'aria, dei comandi per il riscaldamento e della radio sono realizzate con fibra di carbonio. Gli strumenti includono un grande contagiri posizionato centralmente su una superficie gialla o rossa, evidenziata da un anello esterno di metallo, a fianco il tachimetro che ha come fondo scala i 360 km/h.
I comandi più importanti sono stati posti sul volante, come, per esempio, "il manettino" e il tasto di accensione. I pannelli della portiera hanno un design semplice e funzionale in conformità con la filosofia dell'auto. Anche il tunnel centrale è ridotto al minimo.

## Versioni stradali

### 430 Scuderia

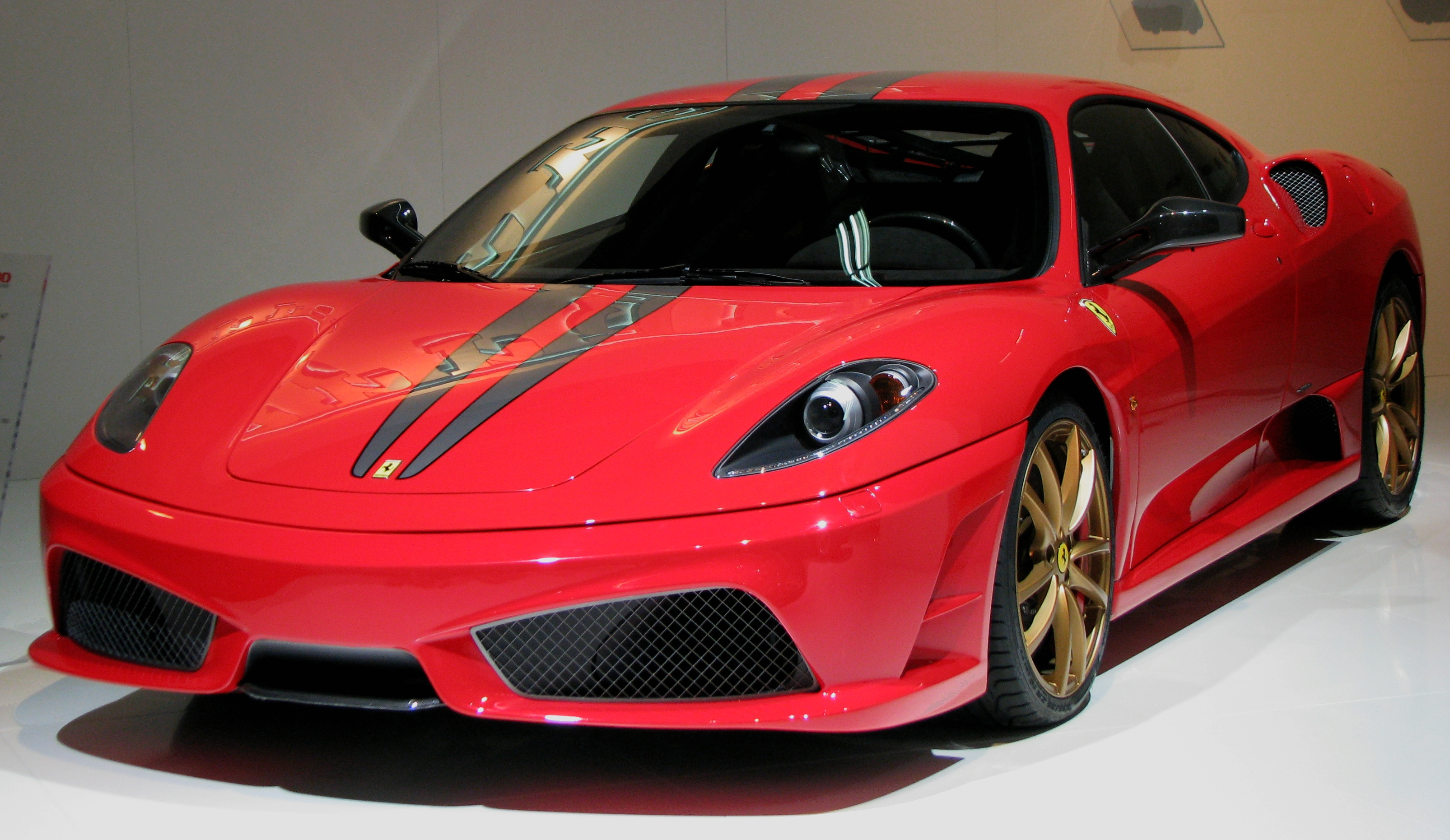
La 430 Scuderia

Ad agosto 2007 Ferrari ha diffuso le foto ufficiali della 430 Scuderia, una versione alleggerita e potenziata pensata per la pista ed erede della 360 Challenge Stradale. In questa vettura sviluppata in collaborazione con Michael Schumacher, in particolare il peso viene ridotto di 100 kg per arrivare a 1250 a secco e 1350 in ordine di marcia, e il motore è potenziato a 510 cv e 470 N·m di coppia a 8500 rpm, ha un rapporto peso potenza di 2,45 kg/CV. L'accelerazione da 0 a 100 km/h avviene in 3,6 s, la velocità massima è di 320 km/h e il chilometro da fermo viene percorso in 20,9 s. È stata dotata anche di potenti freni carboceramici che contribuiscono all'alleggerimento generale della vettura. Rispetto alla F430 standard è stato reso più rapido il cambio F1 con tempi di risposta pari a 60 millisecondi e cambiano anche le opzioni del manettino disponibili: sparisce l'impostazione neve/ghiaccio più blanda, si parte quindi da fondi sdrucciolevoli, passando poi per Normal, Sport, Race ed i nuovi CT barrato e CST barrato. In queste due ultime posizioni si lascia prima il solo controllo di stabilità e, come ultimo ed estremo Setup, si lascia tutto al totale controllo del pilota. La 430 Scuderia è stata presentata proprio da Michael Schumacher al Salone dell'auto di Francoforte di settembre 2007. Esteticamente questo modello differisce dalla versione normale per il nuovo paraurti (caratterizzato da un design più "affilato"),per le minigonne leggermente differenti (in particolare per le prese d'aria davanti alle ruote posteriori) ma soprattutto per il posteriore più sportivo con un nuovo estrattore aerodinamico e presa d'aria più grande. Da notare i due grossi terminali di scarico singoli (in posizione quasi centrale) in sostituzione ai classici doppi di dimensione relativamente contenuta. I cerchi pentarazze sono diversi e verniciati oro. Il corpo della vettura è attraversato longitudinalmente da una coppia di fasce grigio scuro (optional). Gli specchietti laterali sono in carbonio con trama a vista. Anche gli interni risultano essere ancora più sportivi rispetto alla F430 in configurazione standard. Sono stati prodotti 1200 esemplari della 430 Scuderia.

### Scuderia Spider 16M

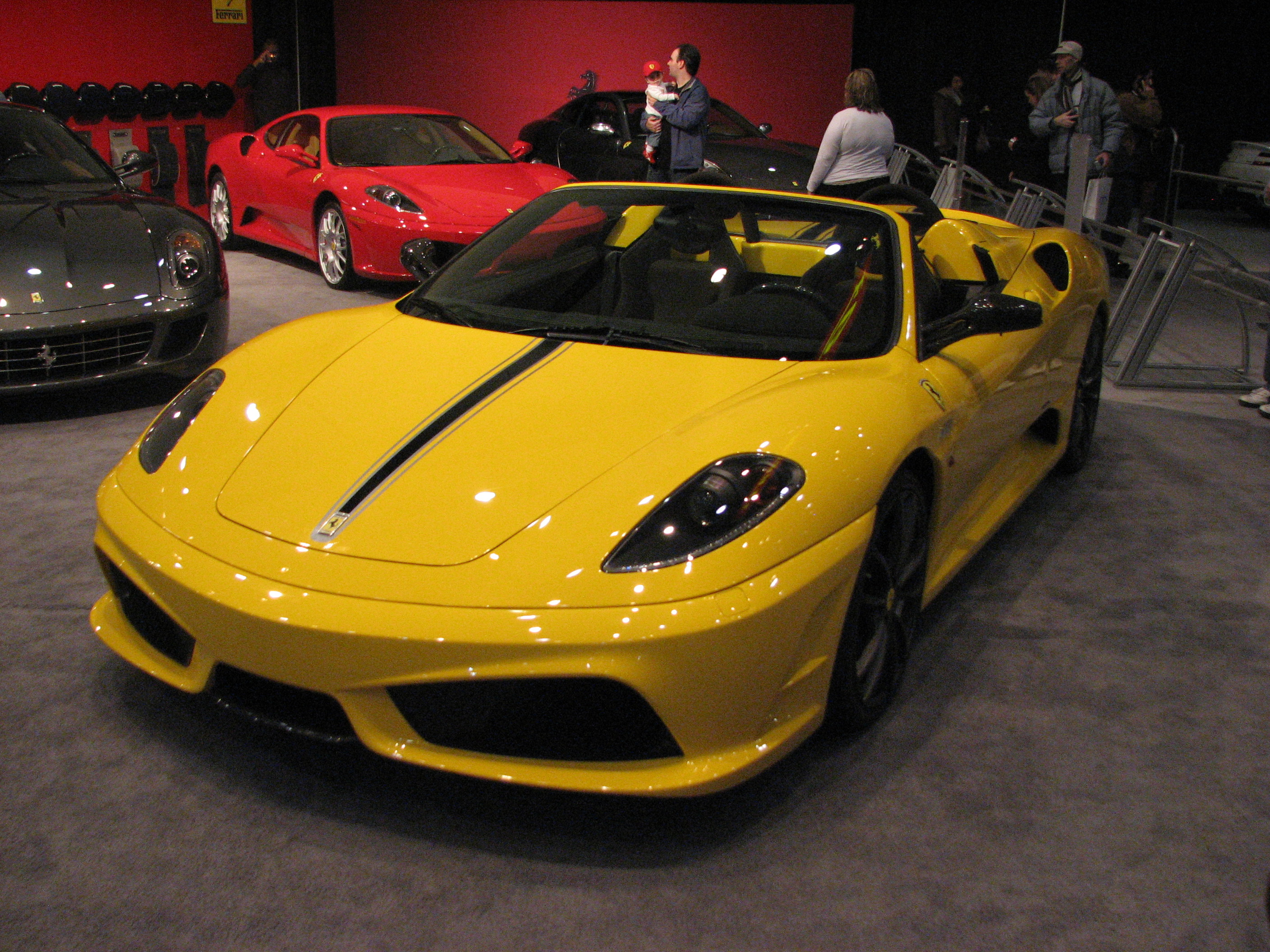
La Scuderia Spider 16M

Il 9 novembre 2008 è stata svelata la Ferrari Scuderia Spider 16M, variante scoperta della 430 Scuderia. Come indica la sigla 16M, questa versione celebra il 16º titolo mondiale costruttori conquistato dalla Scuderia Ferrari nel campionato di Formula 1 nella stagione 2008. Equipaggiata con il V8 da 510 CV e 470 N·m della analoga versione coupé, questa vettura è in grado di raggiungere una velocità massima di 315 km/h e di effettuare l'accelerazione 0–100 km/h in 3,7 secondi. La tiratura è di 499 esemplari.

### F430 Spider Biofuel
Si tratta di un esercizio di tecnica della casa automobilistica di Maranello, ed è stata presentata nel 2008 al Salone di Detroit. Il suo motore V8 concepito per bruciare un carburante contenente 85% di etanolo, prodotto dalle biomasse, chiamato anche E85. Il propulsore molto interessante è oggetto di studio per altri tipi di competizione con carburanti ecologici.

## Versioni da corsa

### F430 GTC
Variante da competizione della F430, realizzata nel 2006 dal dipartimento Ferrari Corse Clienti  e sviluppata in collaborazione con Michelotto Automobili. È stata messa a disposizione dei Team ufficiali e privati per gareggiare nella classe GT2 dei più prestigiosi Campionati GT al mondo come il FIA GT2, la Le Mans Series (LMS), l'American Le Mans Series (ALMS), l'Asian Le Mans Series (AsianLMS), l'Intercontinental Le Mans Cup (ILMC), il GT Open e altri numerosi Campionati nazionali. La F430 GTC ha anche preso parte a gare storiche come la 24 Ore di Le Mans, la 12 Ore di Sebring, la Petit Le Mans e la 24 Ore di Spa..

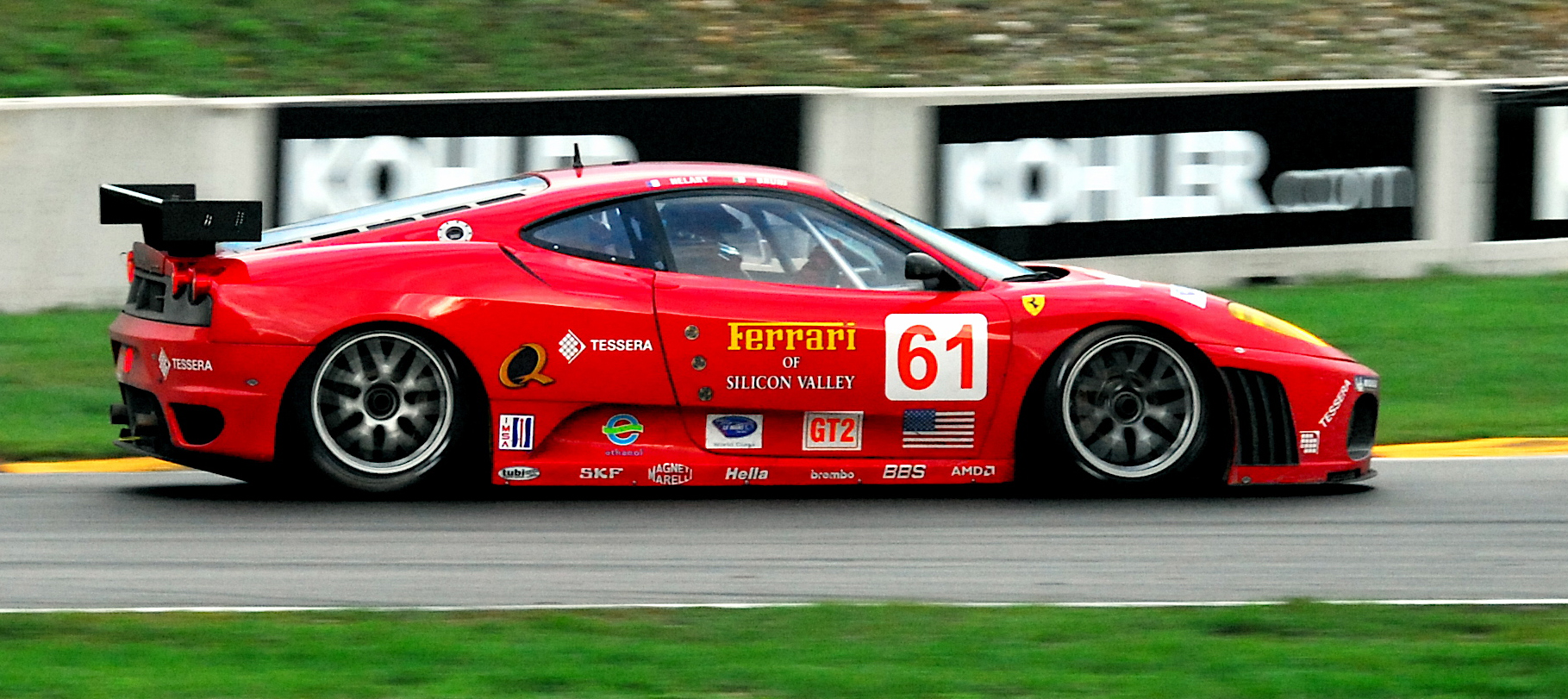
Ferrari F430 GTC

L'originale telaio in alluminio della F430 viene irrobustito da una gabbia a traliccio tubolare sempre in alluminio posta nell'abitacolo; il motore ha una cilindrata ridotta a 3.996 cm³ per far rientrare la vettura nella classe di peso dai 3,8 ai 4,0 litri (accorgimento che permette un risparmio di peso di 50 kg, limitando il peso totale a 1.130 kg), la potenza è contenuta per mezzo di flange poste, come da regolamento, sui condotti di aspirazione; la berlinetta, inoltre, monta due silenziatori sui collettori di scarico per limitare il rumore; la potenza, a seconda del regolamento GT2 adottato (FIA GT2, ILMC-LMS, ALMS o GT Open) oscilla tra i 430 ed i 470 CV a 6600/7500 giri/minuto. A livello aerodinamico il fondo vettura è totalmente piatto come da regolamento, all'anteriore vi è un largo spoiler rasente il suolo e sul paraurti vi sono 2 grandi sfoghi d'aria laterali per lo smaltimento dell'aria calda che investe i radiatori, al posteriore monta un alettone sopra il cofano.
Quanto a palmarès la F430 GTC ha vinto 11 Titoli FIA GT2 (4 Costruttori, 4 Team, 3 Piloti), 4 LMS (2 Team e 2 Piloti), 4 ALMS (1 Costruttori, 2 Team, 1 Piloti), 2 AsianLMS (1 Team, 1 Piloti), 1 ILMC (1 Costruttori), 12 GT Open (4 Assoluti, 3 Team e 5 Piloti). Tanti sono anche i Titoli ottenuti nel GT Italiano, nel GT Spagnolo e nella serie Superstars GTSprint.

#### Risultati sportivi
Nelle competizioni ha colto innumerevoli vittorie di classe, le più prestigiose sono:
- Campionato ILMC: 2010 (Titolo Costruttori).
- Campionato LMS: 2007 (Titoli Team e Piloti) e 2008 (Titoli Team e Piloti).
- Campionato ALMS: 2006 (Titolo Team) e 2007 (Titoli Costruttori, Team e Piloti).
- Campionato AsianLMS: 2009 (Titoli Team e Piloti).
- Campionato FIA GT2: 2006 (Titoli Costruttori, Team e Piloti), 2007 (Titoli Costruttori, Team e Piloti), 2008 (Titoli Costruttori, Team e Piloti), 2009 (Titoli Costruttori e Team).
- 24 Ore di Le Mans: 2008 e 2009.
- 12 Ore di Sebring: 2007, 2009, 2010, 2011.
- Petit Le Mans: 2008, 2009 e 2011.
- 24 Ore di Spa: 2006, 2008, 2009

## Derivate

### Pininfarina New Stratos
A partire da questo modello, a fine novembre 2010 è stato proposto un prototipo di una nuova versione della Lancia Stratos.

### Ferrari SP1
Sulla base del telaio e della meccanica dalla F430 deriva anche la Ferrari SP1, esemplare unico commissionato alla Ferrari da un facoltoso cliente.